# Druga hrvatska nogometna liga 2002-2003
La Druga hrvatska nogometna liga 2002-2003, conosciuta anche come 2. HNL 2002-2003, è stata la dodicesima edizione della seconda divisione del campionato di calcio croato, la seconda divisa in due gironi dopo tre edizioni a girone unico.
I due gironi sono stati vinti da Inker Zaprešić (Ovest/Sud) e Marsonia (Nord/Est); con questi successi hanno conquistato la promozione in 1.HNL 2003-04 dopo gli spareggi.
Notevole l'impresa del Uljanik, capace di raggiungere la finale della coppa di Croazia, unica squadra di Druga HNL a riuscirci.

## Avvenimenti
Delle 32 squadre della stagione precedente, nessuna è stata promossa in 1. HNL e 13 sono state retrocesse in 3. HNL

Dalla divisione inferiore è stata promossa 1 squadra mentre 4 sono state retrocesse da quella superiore, portando così l'organico a 24 compagini.

Le 24 squadre sono state divise in 2 gironi da 12 ciascuno: da una parte quelle della costa più la zona di Zagabria (girone Ovest/Sud) e dall'altra quelle dell'interno (Nord/Est).

### Formula
- Prima fase (in croato Prvi dio natjecanja) : in ognuno dei due gironi le 12 squadre disputano le regolari 22 giornate (dal 17 agosto 2002 al 22 marzo 2003).
- Seconda fase (Drugi dio natjecanja) : in ognuno dei due gironi le squadre vengono divise in due gruppi: le prime 6 passano nel gruppo per la promozione (Liga za prvaka) e le peggiori 6 nel gruppo per la retrocessione (Liga za ostanak) per ulteriori 10 giornate (dal 30 marzo al 3 maggio 2003). Vengono mantenuti i punti della prima fase.[1]

## Girone Ovest/Sud

### Squadre partecipanti
| Squadra              | Sede     | Stadio             | Stagione 2001-02 | Stagione 2001-02 |
| Squadra              | Sede     | Stadio             | Pos.             | Divisione        |
| -------------------- | -------- | ------------------ | ---------------- | ---------------- |
| Hrvatski Dragovoljac | Zagabria | NŠC Stjepan Spajić | 13º              | 1. HNL           |
| TŠK Topolovac        | Sisak    | Park grofova       | 16º              | 1. HNL           |
| Istria               | Pola     | Aldo Drosina       | 1º               | 2. HNL Ovest/Sud |
| Uljanik              | Pola     | Veruda             | 2º               | 2. HNL Ovest/Sud |
| Novalja              | Novaglia | Cissa-Straško      | 3º               | 2. HNL Ovest/Sud |
| Uskok Klis           | Clissa   | Iza Grada          | 4º               | 2. HNL Ovest/Sud |
| Solin Grada          | Salona   | pokraj Jadra       | 5º               | 2. HNL Ovest/Sud |
| Orijent              | Fiume    | Krimeja            | 6º               | 2. HNL Ovest/Sud |
| Croatia Sesvete      | Zagabria | ŠRC Sesvete        | 7º               | 2. HNL Ovest/Sud |
| InKer                | Zaprešić | ŠRC Zaprešić       | 8º               | 2. HNL Ovest/Sud |
| GOŠK Dubrovnik       | Ragusa   | Lapad              | 9º               | 2. HNL Ovest/Sud |
| Imotski              | Imoschi  | Gospin Dolac       | 10º              | 2. HNL Ovest/Sud |

### Prima fase
|                  | Pos. | Squadra              | Pt | G  | V  | N | P  | GF | GS | DR  |
| ---------------- | ---- | -------------------- | -- | -- | -- | - | -- | -- | -- | --- |
|                  | 1.   | Uljanik              | 49 | 22 | 15 | 4 | 3  | 45 | 20 | +25 |
|                  | 2.   | Inker Zaprešić       | 46 | 22 | 15 | 1 | 6  | 53 | 22 | +31 |
|                  | 3.   | Solin                | 33 | 22 | 9  | 6 | 7  | 30 | 26 | +4  |
|                  | 4.   | Uskok Klis           | 32 | 22 | 9  | 5 | 8  | 27 | 27 | 0   |
|                  | 5.   | Croatia Sesvete      | 31 | 22 | 8  | 7 | 7  | 28 | 32 | −4  |
|                  | 6.   | Hrvatski Dragovoljac | 29 | 22 | 9  | 2 | 11 | 33 | 35 | −2  |
|                  | 7.   | GOŠK Dubrovnik       | 29 | 22 | 8  | 5 | 9  | 26 | 29 | −3  |
|                  | 8.   | Imotski              | 27 | 22 | 6  | 9 | 7  | 22 | 25 | −3  |
|                  | 9.   | Novalja              | 27 | 22 | 6  | 9 | 7  | 22 | 26 | −4  |
|                  | 10.  | Istria               | 27 | 22 | 8  | 3 | 11 | 29 | 34 | −5  |
|                  | 11.  | Orijent              | 22 | 22 | 6  | 4 | 12 | 23 | 36 | −13 |
|                  | 12.  | TŠK Topolovac        | 15 | 22 | 4  | 3 | 15 | 16 | 42 | −26 |
| Fonte: rsssf.com |      |                      |    |    |    |   |    |    |    |     |

Legenda:

      Al gruppo promozione.

      Al gruppo retrocessione.
Note:

Tre punti a vittoria, uno a pareggio, zero a sconfitta.
In caso di arrivo di due o più squadre a pari punti, la graduatoria viene stilata secondo la classifica avulsa tra le squadre interessate.

### Seconda fase
|                      | Pos. | Squadra              | Pt | G  | V  | N  | P  | GF | GS | DR  |
| -------------------- | ---- | -------------------- | -- | -- | -- | -- | -- | -- | -- | --- |
| GRUPPO PROMOZIONE    |      |                      |    |    |    |    |    |    |    |     |
|                      | 1.   | Inker Zaprešić       | 72 | 32 | 23 | 3  | 6  | 79 | 30 | +49 |
|                      | 2.   | Uljanik              | 67 | 32 | 20 | 7  | 5  | 63 | 31 | +32 |
|                      | 3.   | Uskok Klis           | 46 | 32 | 13 | 7  | 12 | 48 | 45 | +3  |
|                      | 4.   | Croatia Sesvete      | 44 | 32 | 12 | 8  | 12 | 43 | 52 | −9  |
|                      | 5.   | Solin                | 41 | 32 | 11 | 8  | 13 | 45 | 47 | −2  |
|                      | 6.   | Hrvatski Dragovoljac | 34 | 32 | 10 | 4  | 18 | 44 | 63 | −19 |
| GRUPPO RETROCESSIONE |      |                      |    |    |    |    |    |    |    |     |
|                      | 7.   | GOŠK Dubrovnik       | 42 | 32 | 12 | 6  | 14 | 36 | 40 | −4  |
|                      | 8.   | Orijent              | 42 | 32 | 12 | 6  | 14 | 36 | 47 | −11 |
|                      | 9.   | Novalja              | 41 | 32 | 10 | 11 | 11 | 33 | 35 | −2  |
|                      | 10.  | Imotski              | 40 | 32 | 10 | 10 | 12 | 30 | 35 | −5  |
|                      | 11.  | Istria               | 35 | 32 | 10 | 5  | 17 | 35 | 48 | −13 |
|                      | 12.  | TŠK Topolovac        | 32 | 32 | 9  | 5  | 18 | 32 | 51 | −13 |
| Fonte: rsssf.com     |      |                      |    |    |    |    |    |    |    |     |

Legenda:

      Promossa in 1.HNL 2003-2004.

  Partecipa agli spareggi promozione/retrocessione.

      Retrocessa in 3.HNL 2003-2004.

      Esclusa dal campionato.
Note:

Tre punti a vittoria, uno a pareggio, zero a sconfitta.
In caso di arrivo di due o più squadre a pari punti, la graduatoria viene stilata secondo la classifica avulsa tra le squadre interessate.
Durante la pausa invernale, il TŠK Topolovac ha raggiunto un accordo con lo sponsor e ha continuato la competizione come TŠK Naftaš.

### Risultati
|                                     | Cro  | Dub  | Dra  | Imo  | Ink  | Ist  | Nov  | Ori  | Sol  | Top  | Ulj  | Usk  |
| ----------------------------------- | ---- | ---- | ---- | ---- | ---- | ---- | ---- | ---- | ---- | ---- | ---- | ---- |
| Croatia Sesvete                     | –––– | 0-1  | 2-1  | 1-1  | 0-4  | 3-2  | 2-2  | 1-0  | 4-1  | 3-0  | 1-1  | 2-2  |
| Croatia Sesvete                     | –––– | —    | 3-2  | —    | 2-2  | —    | —    | —    | 1-0  | —    | 2-1  | 2-3  |
| GOŠK Dubrovnik                      | 2-3  | –––– | 2-1  | 2-1  | 0-1  | 3-0  | 1-1  | 3-2  | 0-1  | 2-1  | 2-4  | 0-1  |
| GOŠK Dubrovnik                      | —    | –––– | —    | 2-0  | —    | 3-1  | 2-1  | 0-1  | —    | 1-1  | —    | —    |
| Hrvatski Dragovoljac                | 2-3  | 4-1  | –––– | 0-3  | 1-2  | 1-3  | 2-0  | 2-1  | 4-1  | 1-0  | 2-0  | 1-2  |
| Hrvatski Dragovoljac                | 1-2  | —    | –––– | —    | 0-6  | —    | —    | —    | 2-2  | —    | 1-1  | 3-2  |
| Imotski                             | 1-0  | 0-0  | 0-1  | –––– | 2-1  | 2-2  | 1-1  | 3-1  | 1-1  | 0-0  | 0-1  | 1-1  |
| Imotski                             | —    | 2-0  | —    | –––– | —    | 1-0  | 1-0  | 0-1  | —    | 2-1  | —    | —    |
| Inker Zaprešić                      | 3-0  | 1-0  | 3-4  | 4-0  | –––– | 4-2  | 5-0  | 3-0  | 3-0  | 3-2  | 3-3  | 0-1  |
| Inker Zaprešić                      | 2-0  | —    | 2-1  | —    | –––– | —    | —    | —    | 3-1  | —    | 2-0  | 4-2  |
| Istria                              | 2-0  | 2-0  | 2-2  | 1-0  | 0-1  | –––– | 0-3  | 3-0  | 0-2  | 1-2  | 1-2  | 3-1  |
| Istria                              | —    | 1-0  | —    | 0-0  | —    | –––– | 1-0  | 0-3  | —    | 1-1  | —    | —    |
| Novalja                             | 1-1  | 0-0  | 1-0  | 1-1  | 1-0  | 0-1  | –––– | 1-1  | 1-0  | 3-0  | 0-3  | 2-0  |
| Novalja                             | —    | 2-0  | —    | 2-0  | —    | 2-1  | –––– | 1-1  | —    | 2-1  | —    | —    |
| Orijent                             | 0-1  | 1-1  | 4-1  | 2-1  | 0-3  | 1-0  | 1-1  | –––– | 0-2  | 2-1  | 2-2  | 3-1  |
| Orijent                             | —    | 1-2  | —    | 2-1  | —    | 3-1  | 0-0  | –––– | —    | 1-0  | —    | —    |
| Solin                               | 0-0  | 4-1  | 1-1  | 0-1  | 0-1  | 2-2  | 2-1  | 2-0  | –––– | 4-0  | 2-1  | 1-1  |
| Solin                               | 4-1  | —    | 3-0  | —    | 1-3  | —    | —    | —    | –––– | —    | 0-4  | 2-2  |
| TŠK Topolovac                       | 2-0  | 0-3  | 1-2  | 0-0  | 0-5  | 2-1  | 2-0  | 1-2  | 0-0  | –––– | 2-3  | 0-1  |
| TŠK Topolovac                       | —    | 1-0  | —    | 2-1  | —    | 1-0  | 2-1  | 6-0  | —    | –––– | —    | —    |
| Uljanik                             | 3-0  | 1-1  | 2-0  | 4-1  | 2-0  | 3-0  | 2-1  | 2-0  | 1-2  | 2-0  | –––– | 2-0  |
| Uljanik                             | 3-2  | —    | 3-1  | —    | 0-0  | —    | —    | —    | 2-1  | —    | –––– | 2-0  |
| Uskok Klis                          | 1-1  | 0-1  | 1-0  | 1-2  | 4-3  | 0-1  | 1-1  | 1-0  | 3-2  | 4-0  | 0-1  | –––– |
| Uskok Klis                          | 2-0  | —    | 4-0  | —    | 1-2  | —    | —    | —    | 3-1  | —    | 2-2  | –––– |
| Fonti: rsssf.com e soccerpunter.com |      |      |      |      |      |      |      |      |      |      |      |      |

## Girone Nord/Est

### Squadre partecipanti
| Squadra             | Sede           | Stadio          | Stagione 2000-01 | Stagione 2000-01 |
| Squadra             | Sede           | Stadio          | Pos.             | Divisione        |
| ------------------- | -------------- | --------------- | ---------------- | ---------------- |
| Čakovec             | Čakovec        | SRC Mladost     | 14º              | 1. HNL           |
| Marsonia            | Slavonski Brod | uz Savu         | 15º              | 1. HNL           |
| Vukovar             | Vukovar        | Gradski         | 1º               | 2. HNL Nord/Est  |
| Belišće             | Belišće        | Gradski         | 2º               | 2. HNL Nord/Est  |
| Valpovka            | Valpovo        | Sportski park   | 3º               | 2. HNL Nord/Est  |
| Metalac Osijek      | Osijek         | Ante Gotovina   | 4º               | 2. HNL Nord/Est  |
| Koprivnica          | Koprivnica     | Ivan Kušek Apaš | 5º               | 2. HNL Nord/Est  |
| Grafičar-Vodovod    | Osijek         | Podgrađe        | 6º               | 2. HNL Nord/Est  |
| Sloga Nova Gradiška | Nova Gradiška  | Ivo Petranović  | 7º               | 2. HNL Nord/Est  |
| Omladinac NSR       | Čakovec        | NK Omladinac    | 8º               | 2. HNL Nord/Est  |
| Podravac            | Virje          | Sportski park   | 9º               | 2. HNL Nord/Est  |
| Dilj                | Vinkovci       | NK Dilj         | 1º               | 3. HNL Est       |

### Prima fase
|                  | Pos. | Squadra                 | Pt | G  | V  | N | P  | GF | GS | DR  |
| ---------------- | ---- | ----------------------- | -- | -- | -- | - | -- | -- | -- | --- |
|                  | 1.   | Marsonia                | 46 | 22 | 13 | 7 | 2  | 52 | 18 | +34 |
|                  | 2.   | Belišće                 | 44 | 22 | 13 | 5 | 4  | 45 | 20 | +25 |
|                  | 3.   | Čakovec                 | 36 | 22 | 11 | 3 | 8  | 35 | 28 | +7  |
|                  | 4.   | Koprivnica              | 36 | 22 | 11 | 3 | 8  | 40 | 34 | +6  |
|                  | 5.   | Omladinac NSR           | 31 | 22 | 9  | 4 | 9  | 33 | 38 | −5  |
|                  | 6.   | Sloga Nova Gradiška     | 30 | 22 | 8  | 6 | 8  | 29 | 34 | −5  |
|                  | 7.   | Valpovka                | 29 | 22 | 8  | 5 | 9  | 44 | 35 | +9  |
|                  | 8.   | Metalac Osijek          | 27 | 22 | 8  | 3 | 11 | 29 | 41 | −12 |
|                  | 9.   | Vukovar                 | 25 | 22 | 6  | 7 | 9  | 25 | 33 | −8  |
|                  | 10.  | Podravac Virje          | 25 | 22 | 6  | 7 | 9  | 26 | 38 | −12 |
|                  | 11.  | Grafičar-Vodovod Osijek | 21 | 22 | 5  | 6 | 7  | 25 | 36 | −1  |
|                  | 12.  | Dilj Vinkovci           | 14 | 22 | 2  | 8 | 12 | 20 | 48 | −28 |
| Fonte: rsssf.com |      |                         |    |    |    |   |    |    |    |     |

Legenda:

      Al gruppo promozione.

      Al gruppo retrocessione.
Note:

Tre punti a vittoria, uno a pareggio, zero a sconfitta.
In caso di arrivo di due o più squadre a pari punti, la graduatoria viene stilata secondo la classifica avulsa tra le squadre interessate.

### Seconda fase
|                      | Pos. | Squadra                 | Pt | G  | V  | N | P  | GF | GS | DR  |
| -------------------- | ---- | ----------------------- | -- | -- | -- | - | -- | -- | -- | --- |
| GRUPPO PROMOZIONE    |      |                         |    |    |    |   |    |    |    |     |
|                      | 1.   | Marsonia                | 66 | 32 | 19 | 9 | 4  | 65 | 28 | +37 |
|                      | 2.   | Belišće                 | 65 | 32 | 19 | 8 | 5  | 62 | 24 | +38 |
|                      | 3.   | Čakovec                 | 46 | 32 | 13 | 7 | 12 | 44 | 39 | +5  |
|                      | 4.   | Omladinac NSR           | 45 | 32 | 16 | 6 | 13 | 48 | 52 | −4  |
|                      | 5.   | Sloga Nova Gradiška     | 43 | 32 | 12 | 7 | 13 | 41 | 43 | −2  |
|                      | 6.   | Koprivnica              | 41 | 32 | 12 | 5 | 15 | 44 | 56 | −12 |
| GRUPPO RETROCESSIONE |      |                         |    |    |    |   |    |    |    |     |
|                      | 7.   | Metalac Osijek          | 43 | 32 | 13 | 4 | 15 | 42 | 56 | −14 |
|                      | 8.   | Valpovka                | 41 | 32 | 12 | 5 | 15 | 55 | 54 | +1  |
|                      | 9.   | Vukovar                 | 41 | 32 | 11 | 8 | 13 | 47 | 49 | −2  |
|                      | 10.  | Dilj Vinkovci           | 36 | 32 | 9  | 9 | 14 | 47 | 59 | −12 |
|                      | 11.  | Grafičar-Vodovod Osijek | 34 | 32 | 9  | 7 | 16 | 40 | 54 | −14 |
|                      | 12.  | Podravac Virje          | 34 | 32 | 9  | 7 | 16 | 37 | 58 | −21 |
| Fonte: rsssf.com     |      |                         |    |    |    |   |    |    |    |     |

Legenda:

      Promossa in 1.HNL 2003-2004.

  Partecipa agli spareggi promozione/retrocessione.

      Retrocessa in 3.HNL 2003-2004.

      Esclusa dal campionato.
Note:

Tre punti a vittoria, uno a pareggio, zero a sconfitta.
In caso di arrivo di due o più squadre a pari punti, la graduatoria viene stilata secondo la classifica avulsa tra le squadre interessate.

### Risultati
|                                     | Bel  | Čak  | Dil  | Gra  | Kop  | Mar  | Met  | Oml  | Pod  | Slo  | Val  | Vuk  |
| ----------------------------------- | ---- | ---- | ---- | ---- | ---- | ---- | ---- | ---- | ---- | ---- | ---- | ---- |
| Belišće                             | –––– | 2-2  | 3-0  | 1-0  | 3-1  | 1-1  | 5-1  | 4-0  | 2-1  | 5-0  | 1-0  | 3-1  |
| Belišće                             | –––– | 0-0  | —    | —    | 4-0  | 1-1  | —    | 2-1  | —    | 1-0  | —    | —    |
| Čakovec                             | 0-1  | –––– | 3-2  | 1-0  | 1-0  | 3-2  | 2-1  | 2-0  | 3-0  | 3-0  | 6-3  | 3-0  |
| Čakovec                             | 1-2  | –––– | —    | —    | 0-0  | 2-1  | —    | 1-1  | —    | 3-2  | —    | —    |
| Dilj Vinkovci                       | 3-3  | 3-0  | –––– | 1-2  | 1-2  | 0-3  | 0-0  | 1-2  | 2-2  | 0-3  | 2-2  | 2-1  |
| Dilj Vinkovci                       | —    | —    | –––– | 6-0  | —    | —    | 4-0  | —    | 4-2  | —    | 3-0  | 2-0  |
| Grafičar-Vodovod Osijek             | 0-3  | 1-0  | 1-1  | –––– | 0-1  | 1-2  | 0-1  | 1-1  | 1-0  | 1-1  | 0-3  | 1-2  |
| Grafičar-Vodovod Osijek             | —    | —    | 0-0  | –––– | —    | —    | 2-0  | —    | 2-0  | —    | 4-1  | 4-1  |
| Koprivnica                          | 1-0  | 1-1  | 7-0  | 2-5  | –––– | 1-0  | 3-0  | 3-0  | 1-0  | 2-1  | 4-2  | 0-0  |
| Koprivnica                          | 0-5  | 0-0  | —    | —    | –––– | 0-1  | —    | 1-3  | —    | 0-1  | —    | —    |
| Marsonia                            | 0-0  | 4-2  | 5-0  | 5-0  | 6-2  | –––– | 2-1  | 4-0  | 3-0  | 1-0  | 2-0  | 2-2  |
| Marsonia                            | 1-0  | 2-1  | —    | —    | 2-0  | –––– | —    | 3-1  | —    | 2-1  | —    | —    |
| Metalac Osijek                      | 1-3  | 1-0  | 2-1  | 1-1  | 3-1  | 1-3  | –––– | 3-1  | 2-1  | 2-0  | 3-1  | 1-1  |
| Metalac Osijek                      | —    | —    | 3-2  | 1-0  | —    | —    | –––– | —    | 2-1  | —    | 2-1  | 3-1  |
| Omladinac NSR                       | 2-1  | 1-1  | 2-0  | 1-4  | 3-1  | 2-2  | 2-1  | –––– | 7-0  | 1-2  | 2-0  | 1-0  |
| Omladinac NSR                       | 0-0  | 2-1  | —    | —    | 2-3  | 4-0  | —    | –––– | —    | 1-0  | —    | —    |
| Podravac Virje                      | 1-1  | 0-1  | 1-1  | 3-1  | 3-3  | 0-0  | 2-1  | 4-0  | –––– | 1-0  | 1-0  | 4-3  |
| Podravac Virje                      | —    | —    | 1-2  | 3-2  | —    | —    | 1-0  | —    | –––– | —    | 3-0  | 0-2  |
| Sloga Nova Gradiška                 | 2-0  | 1-0  | 0-0  | 2-2  | 3-1  | 2-2  | 4-2  | 2-1  | 1-1  | –––– | 3-1  | 0-1  |
| Sloga Nova Gradiška                 | 0-2  | 1-0  | —    | —    | 4-0  | 0-0  | —    | 3-0  | —    | –––– | —    | —    |
| Valpovka                            | 3-0  | 3-1  | 0-0  | 3-3  | 1-0  | 0-3  | 5-0  | 2-2  | 4-0  | 6-1  | –––– | 4-0  |
| Valpovka                            | —    | —    | 3-0  | 2-0  | —    | —    | 2-1  | —    | 1-0  | —    | –––– | 0-2  |
| Vukovar                             | 0-3  | 2-0  | 4-0  | 1-0  | 1-3  | 0-0  | 3-1  | 0-2  | 1-1  | 1-1  | 1-1  | –––– |
| Vukovar                             | —    | —    | 2-4  | 4-1  | —    | —    | 1-1  | —    | 5-0  | —    | 4-1  | –––– |
| Fonti: rsssf.com e soccerpunter.com |      |      |      |      |      |      |      |      |      |      |      |      |

## Spareggi

### Promozione
```
Nel primo spareggio (
prvi krug
) si affrontano le vincitrici dei due gironi e la vincitrice viene promossa in 
1. HNL 2003-04
.
```

| Squadra 1      | Totale    | Squadra 2 | Andata     | Ritorno    |
| -------------- | --------- | --------- | ---------- | ---------- |
|                |           |           | 28.05.2003 | 01.06.2003 |
| Inker Zaprešić | 4−4 (gfc) | Marsonia  | 4−3        | 0−1        |

| Arbitro: | Edo Trivković (Spalato) |

|                                         |           |                                          |
| Brlek 3’, 5’ Lalić 35’ (rig.) Vidak 90’ | Marcatori | 28’ Martinović 47’ (rig.) Vuka 78’ Marić |

| Arbitro: | Miroslav Vitković (Vinkovci) |

|          |           |  |
| Šimić 4’ | Marcatori |  |

```
Nel secondo spareggio (
drugi krug
) la perdente del primo (
Inker Zaprešić
) affronta la penultima della 
1. HNL 2002-03
 (
Pomorac
) per l'ultimo posto disponibile per la 
1. HNL 2003-04
.
```

| Squadra 1 | Totale | Squadra 2      | Andata     | Ritorno    |
| --------- | ------ | -------------- | ---------- | ---------- |
|           |        |                | 10.06.2003 | 14.06.2003 |
| Pomorac   | 1−3    | Inker Zaprešić | 0−0        | 1−3        |

### Retrocessione
Gli incontri vedono impegnate la penultima del girone Ovest/Sud, l'ultima del girone Nord/Est e le vincitrici dei 5 gironi di Treća liga :
- Podravac Virje (ultimo in 2. HNL Nord/Ovest)
- Istria (penultimo in 2. HNL Ovest/Sud)

- Žminj (1° in 3. HNL Ovest)
- Segesta (1° in 3. HNL Centro)
- Virovitica (1° in 3. HNL Nord)
- Slavonija Požega (1° inl 3. HNL Est)
- Mosor (1° in 3. HNL Sud)

Le squadre sono divise in primo gruppo e secondo gruppo. Nel primo gruppo sono incluse Podravac Virje, Virovitica e Slavonija Požega e sono disponibili due posti. Il ritiro del Podravac ha fatto annullare gli spareggi e promuovere Virovitica e Slavonija senza colpo ferire.
Nel secondo gruppo sono incluse Istria, Žminj, Segesta e Mosor ed l'unico posto disponibile è appannaggio del Segesta.
| Squadra 1     | Totale | Squadra 2 | Andata | Ritorno |
| ------------- | ------ | --------- | ------ | ------- |
| PRIMO TURNO   |        |           |        |         |
| Mosor         | 0−1    | Segesta   | 0−0    | 0−1     |
| Istria        | 3−4    | Žminj     | 2−2    | 1−2     |
| SECONDO TURNO |        |           |        |         |
| Segesta       | 6−1    | Žminj     | 3−0    | 3−1     |